# Gaiduras
Gaiduras (gr.: Γαϊδουράς, tur.: Korkuteli) – miejscowość w dystrykcie Famagusta.